# Теодорос Деліянніс
Теодорос Деліянніс (грец. Θεόδωρος Δηλιγιάννης; 2 січня 1820 — 13 червня 1905) — грецький державний і політичний діяч, багаторазовий прем'єр-міністр країни.

## Життєпис
Народився в Аркадії. Вивчав право в Афінах. 1843 року став співробітником міністерства внутрішніх справ. 1862, після усунення від влади короля Оттона, став міністром закордонних справ у тимчасовому уряді. 1867 року був послом Греції в Парижі. Після повернення до Афін був членом низки урядів, обіймаючи різні пости. Тоді ж він зібрав навколо себе значну партію з тих осіб, хто не підтримував основного суперника Деліянніса Харілаоса Трикупіса. Зрештою він став лідером Націоналістичної партії, замінивши на цьому посту Александроса Кумундуроса.
У кабінеті 1877 року голосував за початок війни проти Туреччини. Після цього зайняв пост міністра закордонних справ в уряді Кумундуроса. Представляв Грецію на Берлінському конгресі 1878 року. З того часу він набув особливої політичної ваги в країні.
Вперше сформував власний кабінет 1885 року. На посту глави уряду проводив войовничу політику, погрожуючи Туреччині, з метою уникнення війни в Європі. Така політика зазнала невдачі. Великі держави, зрештою, блокували Пірей, що призвело до падіння уряду.
1890 року він повернувся до влади з радикальною програмою, проте його неспроможність подолати фінансову кризу розсварила його з королем, і Деліянніс був змушений подати у відставку 1892. Він розраховував на підтримку виборців на найближчих виборах, проте зазнав нищівної поразки.
Втім, 1895 року він знову очолив уряд та перебував на посту прем'єр-міністра, коли спалахнула Критська криза, що призвела до початку війни з Туреччиною 1897. У квітні того ж року король усунув Деліянніса з посту глави уряду. Проте за результатами виборів 1899 року він знову очолив уряд. Деліянніс швидко відновив свій вплив, однак 13 червня 1905 року був убитий. Це було помстою за жорстокі заходи проти гральних будинків. Убивця, професійний картяр на ім'я Геракаріс, заколов його кинджалом у живіт, коли він входив до парламенту. Інцидент стався о 5 вечора. Термінова операція не допомогла зупинити внутрішню кровотечу — Деліянніс помер о 7.30 того ж вечора.